# Manaledi
Manaledi est une ville du Botswana.